# Донецкий кряж (ландшафтный парк)
Доне́цкий кряж — региональный ландшафтный парк. Находится в Амвросиевском районе (2353 га) возле села Артемовка и Шахтёрском районе (1599 га) Донецкой области, возле сёл Сауровка и Петровское. Статус ландшафтного парка присвоен решениями Донецкого областного совета от 9 ноября 2000 года № 3/16-364 и от 29 февраля 2000 года. № 23/11-254. Общая площадь — 3952,2 га. Представляет собой типичные природные ландшафты Донецкого кряжа — лесостепь.

## История изменений площади парка
В 2008 году территория РЛП «Донецкий кряж» была расширена до 7463,52 га.
3 июня 2015 года на базе РЛП «Донецкий кряж» был создан Республиканский ландшафтный парк «Донецкий кряж» в границах Шахтерского района (на территории ранее относящихся к землям Мануйловского и Степановского сельских советов) площадью — 1721,94 га, в границах Амвросиевского района (на территории ГП «Амвросиевское лесное хозяйство», ранее относящейся к Благодатновскому, Артемовскому и Степано — Крынскому сельским советам) площадью — 5741,58 га. Общая площадь парка составляет 7463,52 га.

## Происхождение названия
Назван в честь Донецкого кряжа — возвышенности на юге Восточно-Европейской равнины, наивысшей высотной системы востока Украины.

## Особенности ландшафта и географии
Ландшафт Донецкого кряжа — степь, которая чередуется массивами искусственных насаждений и байрачных лесов. Такая форма ландшафта обусловлена более прохладным и влажным, чем в степи климатом. 56,1 % территории — это разнотравно-тыпчаково-ковыльные степи, 43,9 % — байрачные, пойменные и реликтовые леса.
В районе села Новопетровское через парк протекает река Крынка.

## Флора и фауна парка
В Парке произрастает 814 видов сосудистых растений, 33 из которых краснокнижные. Среди них много эндемиков, которые так же внесены в Красную книгу Украины. В парке можно встретить: шафран сетчатый, тюльпан Шренка, гиацинтик Палласа, пион тонколистый, рябчик русский, шпажник тонкий, хохлатка Маршалла, карагана скифская, василек Талиева.
Фауна парка насчитывает 255 видов позвоночных животных из которых: млекопитающих — 48; птиц — 168; пресмыкающихся — 7; земноводных — 2; рыб — 29; миног — 1. 35 видов занесены на страницы Красной Книги, а также в разнообразные европейские охраняемые списки. В парке встречаются: лоси, кабаны, косули, заяц-русак, лисица, волк; разные виды птиц.
В парке сохранились характерные примеры реликтовых, дубовых байрачных лесов, которые демонстрируют в сложных лесорастительных условиях кряжа особенную стойкость и жизнедеятельность:
1. Лесной заказник государственного значения «Бердянский», площадью 413 га;
2. Балка Журавлева — геологический памятник природы местного значения;
3. Останец Донецкого кряжа — Гора «Синяя»
4. Останец Донецкого кряжа — Гора «Ясеневая»

## Миссия парка
1. Сохранение ценных природных ландшафтов, объектов растительного и животного мира;
2. Создание благоприятных условий для организованного туризма, отдыха и других видов рекреационной деятельности в природных условиях;
3. Проведение эколого-просветительской деятельности среди населения.

На территории ландшафтного парка расположен курган Саур-Могила. На вершине кургана находились сторожевой казацкий пост, укрепления Миус-фронта. После Великой Отечественной войны на Саур-Могиле был создан мемориальный комплекс. Непокоренная высота в годы Великой Отечественной войны уже в наши дни снова стала центром боевых действий и в 2014 году был полностью разрушен мемориальный комплекс.

## Реинтродукция бизонов
Впервые бизонов привезли на Донбасс в 2008 году из Аскании Новой, животных содержали в вольерах в заповеднике «Донецкий кряж».
Во время конфликта в Донбассе 2014—2015 два бизона погибло.
10 марта 2016 года Экологи республиканского ландшафтного парка «Донецкий кряж» выпустили в естественную среду обитания в районе легендарного кургана Саур-Могила 11 американских бизонов. Об этом сообщил директор парка Сергей Хорошаев.
«Сейчас у нас 11 бизонов, которые находились в селе Тараны на территории парка в вольере размером 24 гектара. Животные уже вышли в степь и пасутся рядом с Саур-Могилой. На ночь они возвращаются в свой вольер»
В этом же году в стаде родилось трое бизонов.

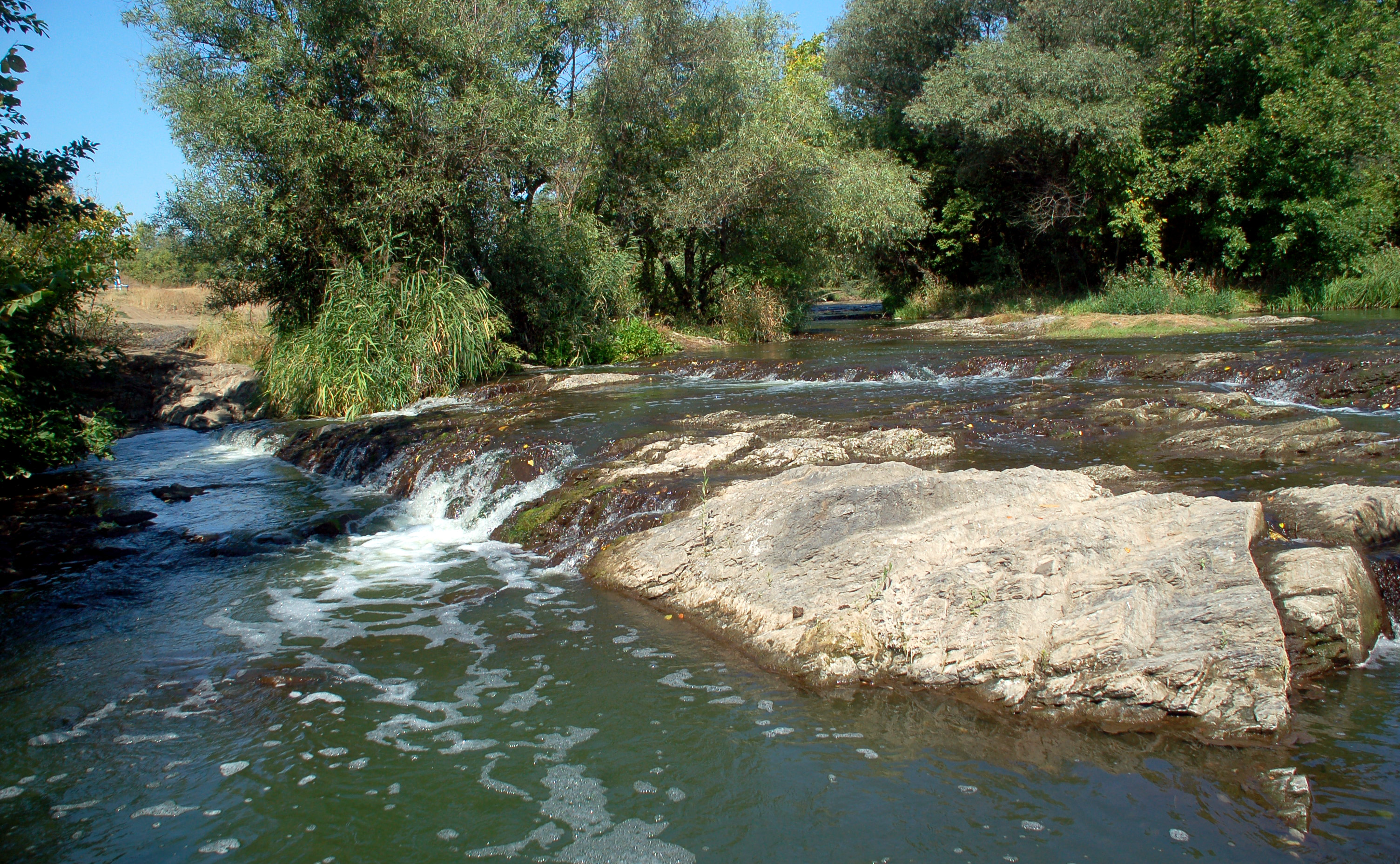
р.Крынка
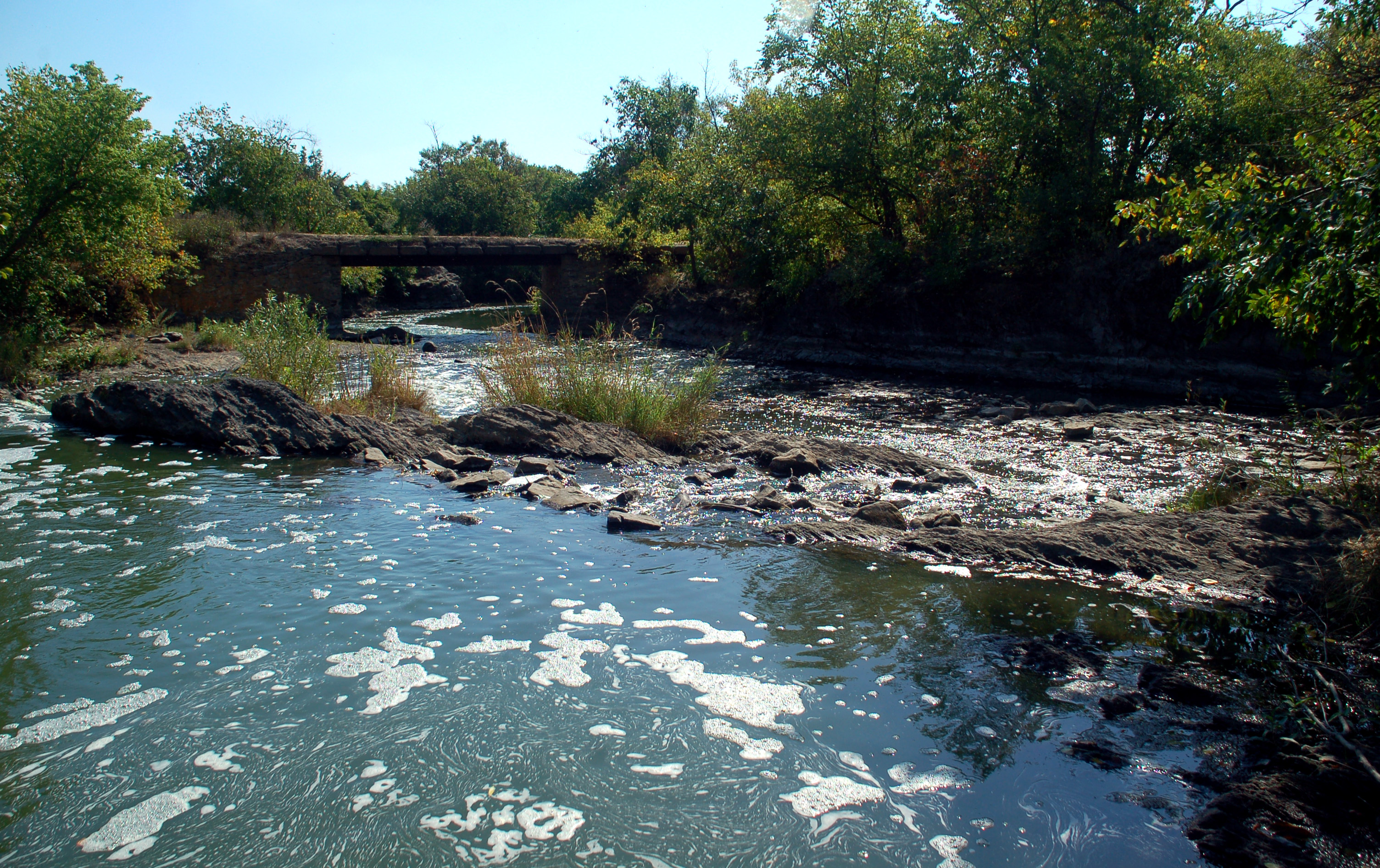
пороги
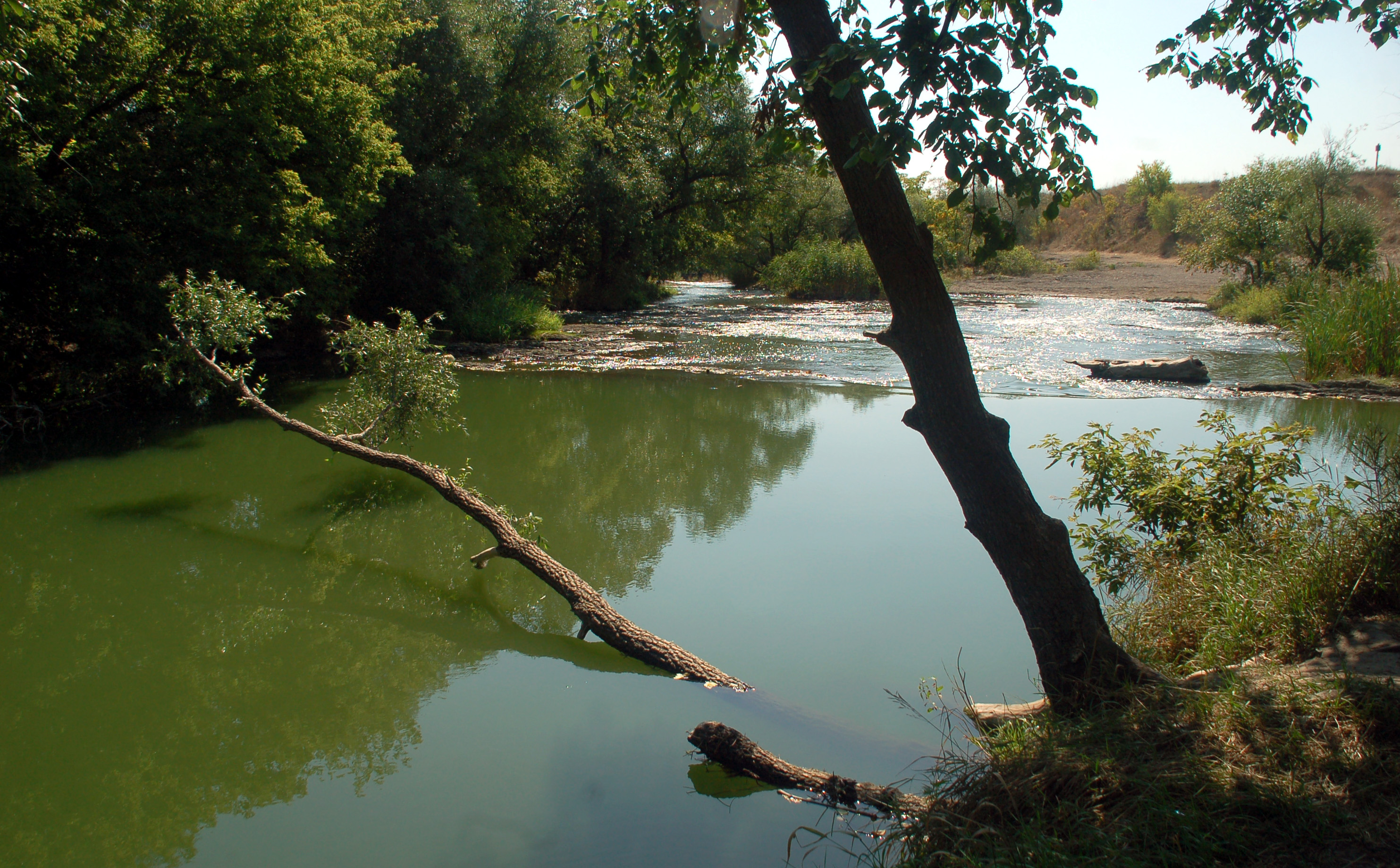
у входа в парк
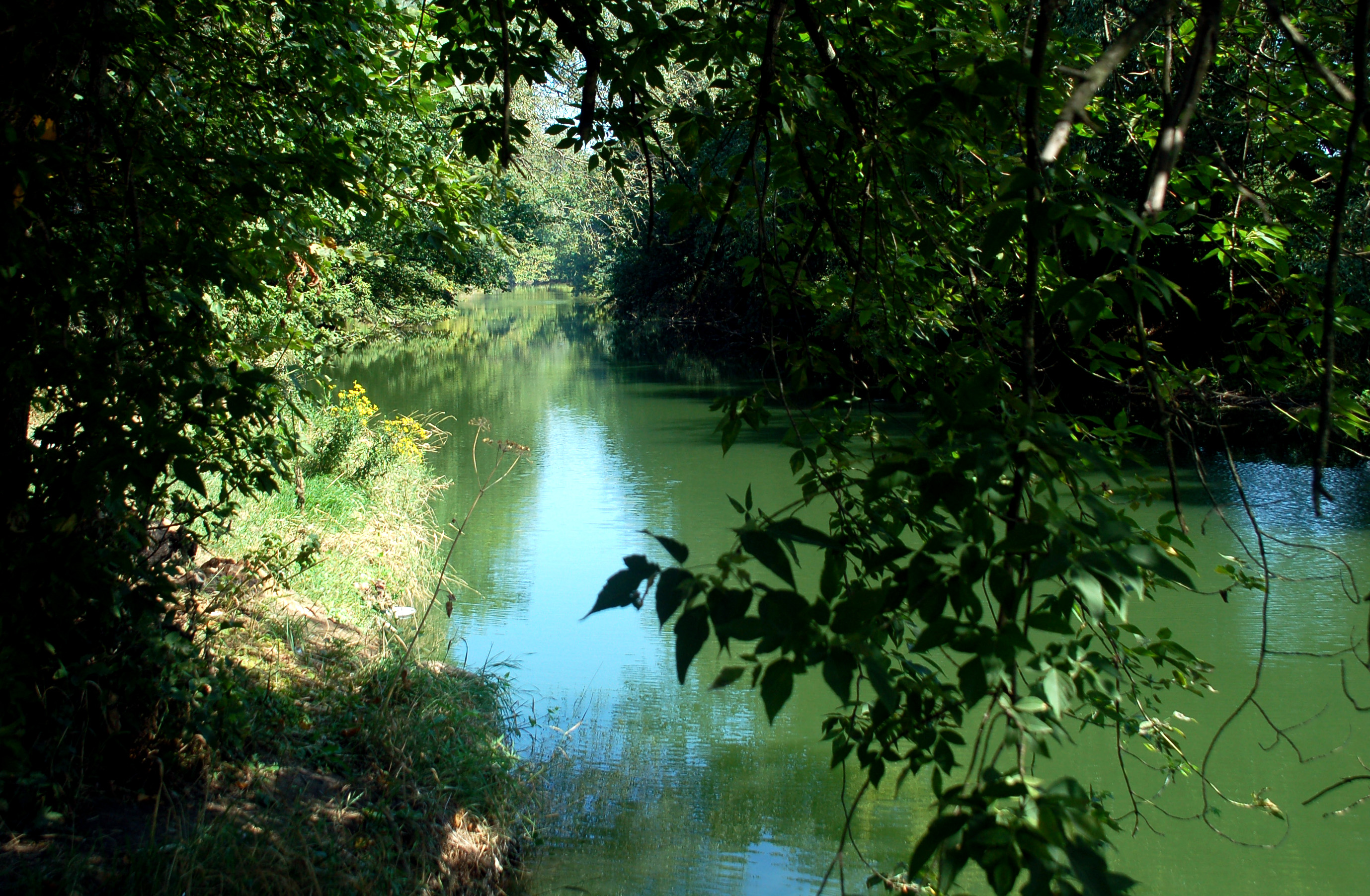
зеленые берега